# BBK Electronics
BBK Electronics Corp Ltd., auch bekannt als BBK Electronics, ist ein chinesischer Hersteller von Produkten der Unterhaltungselektronik. Zum Konzern gehören unter anderem Marken wie Oppo, Realme und OnePlus. Im Jahr 2020 war BBK Electronics der zweitgrößte Smartphonehersteller der Welt.

## Geschichte
Das Unternehmen wurde im Jahr 1995 von Duan Yongping gegründet. Zum Produktportfolio von BBK Electronics gehören insbesondere Fernseher, MP3-Abspielgeräte, Blu-ray- und DVD-Player, Digitalkameras sowie Mobiltelefone. Mit den Marken Oppo, Vivo, OnePlus, Realme und iQOO gehörte BBK Electronics 2016 mit einem Anteil am Weltmarkt von insgesamt mehr als 10 % zu den fünf größten Herstellern von Smartphones weltweit. Der Marktanteil steigerte sich 2017 weiter, so dass BBK Electronics mit 56,7 Millionen ausgelieferten Smartphones im 1. Quartal 2017 nach Stückzahl (nach Samsung und vor Apple) zum zweitgrößten Hersteller von Smartphones weltweit aufstieg und im Gesamtjahr 2017 auf einen Weltmarktanteil von 15 % (davon 8 % Oppo und 7 % Vivo) kam. Im zweiten Quartal 2017 löste BBK Electronics auf dem indischen Markt den langjährigen Marktführer Samsung ab und erreichte einen Marktanteil von 22 Prozent. Auf dem chinesischen Markt war BBK Elektronics 2016 mit einem Marktanteil von über 30 Prozent Marktführer. 2019 führte BBK Electronics mit Reno eine weitere Marke für Smartphones ein, die organisatorisch als Untermarke zu Oppo agiert. Für das gesamte Jahr 2020 löste BBK erstmals Samsung als weltweit größten Smartphone-Lieferanten ab und konnte diese Stellung 2021 noch ausbauen.

## Eckdaten des Unternehmens
Sitz des vor allem auf asiatischen Märkten präsenten Unternehmens ist Dongguan, China. Der zusammengefasste Marktanteil aller Smartphone-Marken von BBK Electronics liegt in Südostasien bei über 50 % mit der Marktanteilsverteilung (Stand 2. Quartal 2020) Oppo = 20,3 %, Vivo = 17,9 %, Realme = 12,8 %.
BBK Electronics ist nicht börsennotiert und hat 17.000 Mitarbeiter.

## Sponsoring
Bei der Fußball-Weltmeisterschaft 2018 war die Marke Vivo von BBK Electronics einer von fünf offiziellen FIFA-WM-Sponsoren.